# Teenage Mutant Ninja Turtles (film, 1990)
Teenage Mutant Ninja Turtles är en amerikansk spelfilm som hade biopremiär i USA den 30 mars 1990. Filmen, som är baserad på Eastman and Laird's Teenage Mutant Ninja Turtles, handlar om fyra mutantsköldpaddor som tillsammans med sin mentor Splinter, reportern April O'Neill samt brottsbekämparen Casey Jones försöker sätta stopp för en brottsvåg som plågar New York.
Filmen blev en kommersiell framgång, bland annat som den femte högst inkomstbringande filmen år 1990. Vid tidpunkten blev den även den högst inbringande oberoende filmen någonsin. Framgångarna ledde till att filmen fick tre efterföljare; Teenage Mutant Hero Turtles II - Kampen om Ooze år 1991, Teenage Mutant Hero Turtles III år 1993, samt TMNT år 2007.
Emedan filmen producerades samtidigt som den animerade serien med samma namn har den mer gemensamt med den tecknade serien. Det speglas exempelvis i den betydligt mer mörka atmosfären i de två jämfört med den animerade serien. I Sverige sattes en 15-årsgräns.

## Handlingssammanfattning
Filmen börjar med att April O'Neill, en journalist vid Channel 3 Eyewitness News, undersöker en pågående allvarlig brottsvåg som sveper över New York. I sitt efterforskande blir April anfallen av en grupp skurkar, men räddas ur deras våld av fyra Teenage Mutant Ninja Turtles. De nyblivna vännerna förenas snart med ännu en brottsbekämpande civilist, Casey Jones, som också fått nog av den ökande brottsligheten i staden.
April lyckas spåra brotten till den så kallade Fotklanen, men blir på nytt anfallen i sitt efterforskande av den. Hon blir dock åter räddad av sköldpaddorna som för med henne hem till sitt gömställe i stadens kloaker, ovetandes om att de förföljs av fotklanens hejdukar. Senare eskorterar de April hem till hennes lägenhet samtidigt som fotklanen i stor styrka anfaller sköldpaddornas gömställe och tar deras mentor, Splinter, tillfånga.
Fotklanens ledare, Shredder, får dock reda på att sköldpaddorna setts till i samband med April O'Neill, och gör därmed ett kvickt anfall mot hennes lägenhet. Sköldpaddorna, April och Casey blir fullständigt överrumplade, men undkommer och tvingas fly till Aprils barndomshem. Under striden blir dock Raphael skadad till den grad att han faller i koma under flera dagar.
Efter en period av återhämtande börjar de sex öva inför sin kommande kamp mot klanen och fritagande av Splinter. De förenas nu med ännu en vän, Danny Pennington - avhoppad klansmedlem, tillika den som röjde Aprils samröre med sköldpaddorna för Shredder. Han och Casey får i uppdrag att rädda Splinter medan sköldpaddorna ger sig av efter Shredder.
Sköldpaddornas strid med Shredder blir hård, och de verkar befinna sig i underläge ända till dess att den fritagna Splinter ger sig in i striden. Splinter avslöjar då att Shredders egentliga namn är Oroku Saki - den man som dödade Splinters mentor. Då Shredder minns en skada Splinter åsamkat honom försöker han i ett vredesutbrott att anfalla Splinter, men hamnar själv efter en motattack hängande ned för ett hustak. I ett sista desperat anfall släpper Splinter den Nunchaku som håller kvar Shredder, varpå han faller ner från taket och landar i en sopbil. Casey aktiverar sopbilens krossningsmekanism, vilket blir slutet på Shredders våld över staden. Fotklansmedlemmarna ger upp sin kamp och överlämnar sig till stadens polis, vilket efterföljs av ett stort firande hos sköldpaddorna och deras kompanjoner.

## Medverkande

### Skådespelare
- April O'Neil - Judith Hoag
- Casey Jones - Elias Koteas
- Michaelangelo - Michelan Sisti
- Donatello - Leif Tilden
- Raphael - Josh Pais
- Leonardo - David Forman
- Danny Pennington - Michael Turney
- Charles Pennington - Jay Patterson
- Chief Sterns - Raymond Serra
- Shredder - James Saito
- Tatsu - Toshishiro Obata
- June - Kitty Fitzgibbon
- bandit - Skeet Ulrich

### Röster
- Donatello - Corey Feldman
- Leonardo - Brian Tochi
- Michaelangelo - Robbie Rist
- Raphael - Li Josh Pais
- Splinter - Kevin Clash
- Shredder - David McCharen
- Tatsu - Michael McConnohie

### Andra medverkande
- Regissör - Steve Barron
- Manus - Todd W. Langen, Bobby Herbeck
- Fotografi - John Fenner
- Musikkomponering - John Du Prez
- Produktionsdesigner - Roy Forge Smith
- Executive Producer - Raymond Chow
- Producenter - Kim Dawson, Simon Fields, David Chan
- Cinematografer - John Fenner

## Musik
Filmmusiken till filmen gavs ut av filmbolaget New Line Cinema. Skivan släpptes den 26 mars 1991 på SBK Records, och innehöll 10 spår från filmen.

## Marknadsföring
Live Entertainment Inc. meddelade att filmen skulle släppas till VHS via Family Home Entertainment den 4 oktober 1990. Det meddelade priset var $24.99 per kassett. Pizza Hut deltog i en kampanj för $20 miljoner. Kampanjen handlade om marknadsföring i tryck, radio och TV, samt flera rabattkuponger.

## Övrigt
- De skådespelare som spelar sköldpaddorna spelare även andra roller, som medlemmar i Fotklanen, taxipassagerare, pizzaleverantörer och gängmedlemmar.
- Namnen på nyhetskvinnorna i filmen är April, May och June, alla med namn efter de engelska benämningarna på de tre månaderna april, maj, och juni.

- En gatupunkare säger till polischefen att "undersöka East Warehouse på Lairdman Island". Det är en ordlek med Kevin Eastman och Peter Laird, som skapade TMNT-serien.

- I lagret där Fotklanen håller till finns lådor med beteckningen "Mirage" efter serieföretaget Mirage Studios som publicerade serietidningarna.

- I långfilmerna arbetar April som reporter för Channel 3. Hon var reporter för Channel 6 i 1987 års tecknade TV-srerie och de följande serietidningarna Archie TMNT Adventures. I 1984 års serietidningsversion och 2003 års tecknade TV-serie arbetade hon som vetenskapsmannen Baxter Stockmans assistant.

- Detta var tidernas mest pengainbringande independentfilm, den fick in över $133 miljoner.

- April som reporter, Michelangelo's surfaraccent, att sköldpaddorna säger Cowabunga,  sköldpaddorna som pizzaälskare och olika färgade bandannas är det enda som refererar till 1987 års tecknade TV-serie.

- Josh Pais är den enda som både spelar och gör rösten för någon av de fyra sköldpaddorna.

- Under filmen användes 223 pizzor som rekvisita.

### Fotnoter
1. ↑  ”Teenage Mutant Ninja Turtles” (på engelska). Box Office Mojo. 30 mars 1990. http://www.boxofficemojo.com/movies/?id=teenagemutantninjaturtles.htm. Läst 4 september 2016.
2. ↑  Pendleton, Jennifer. "RELEASE OF `NINJA TURTLES' WILL FUEL BUSY VIDEO-BUYING SEASON THIS FALL." Los Angeles Daily News på The Deseret News. 22 juli 1990. Läst 6 september 2011.